# موشیا
موشیا (به اسپانیایی: Mugía) یک دهستان اسپانیا است.

## نگارخانه

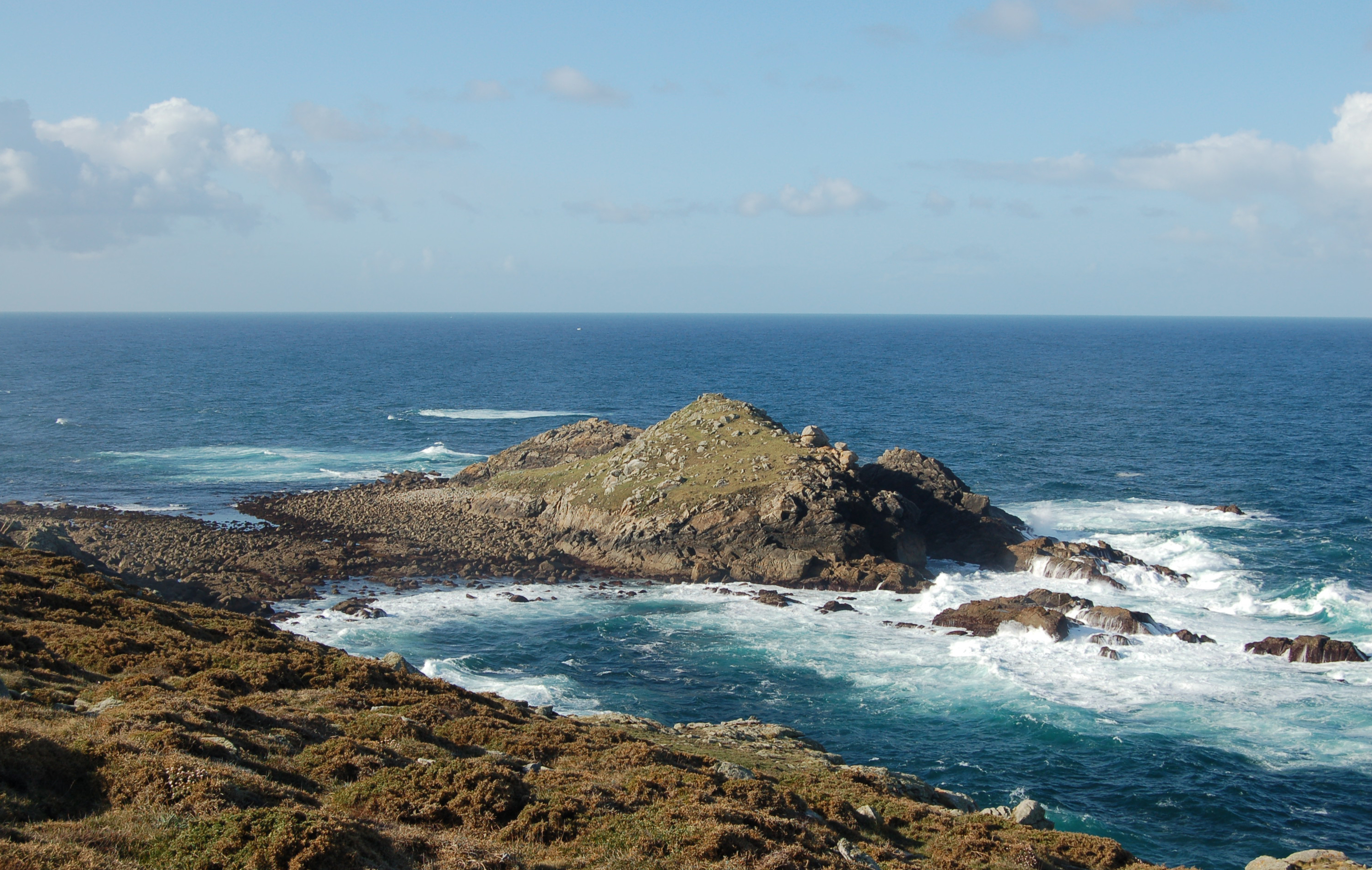
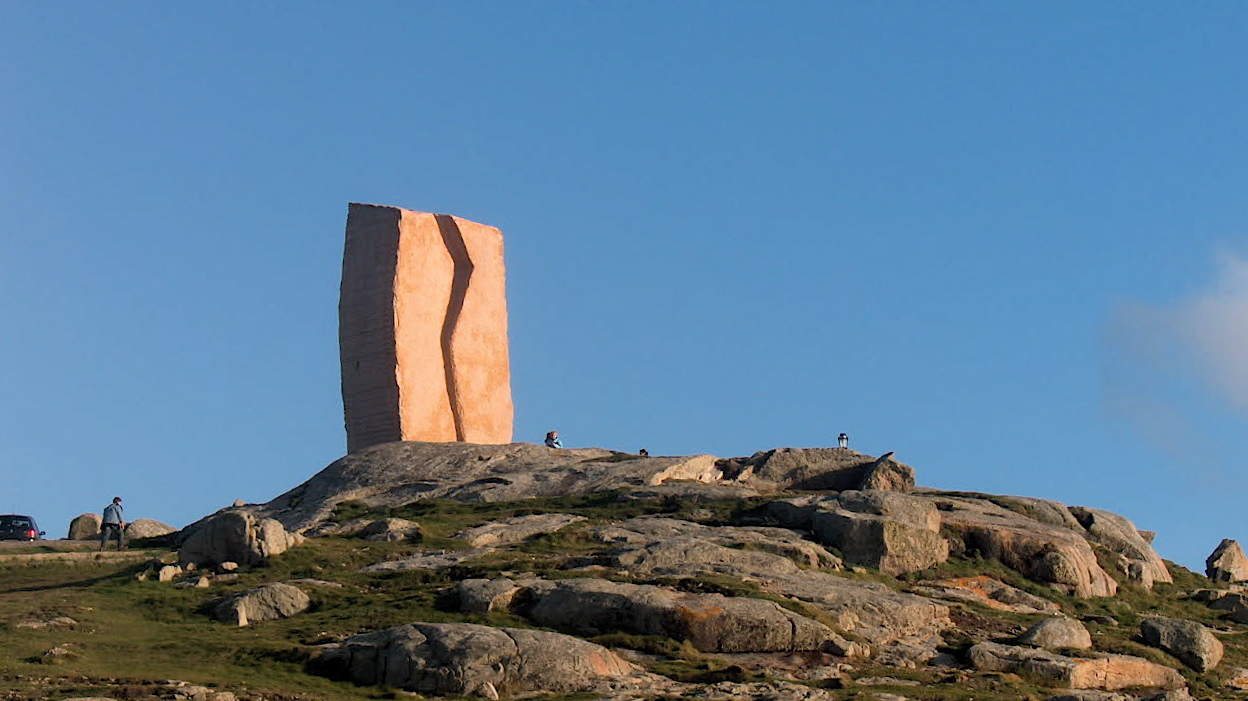
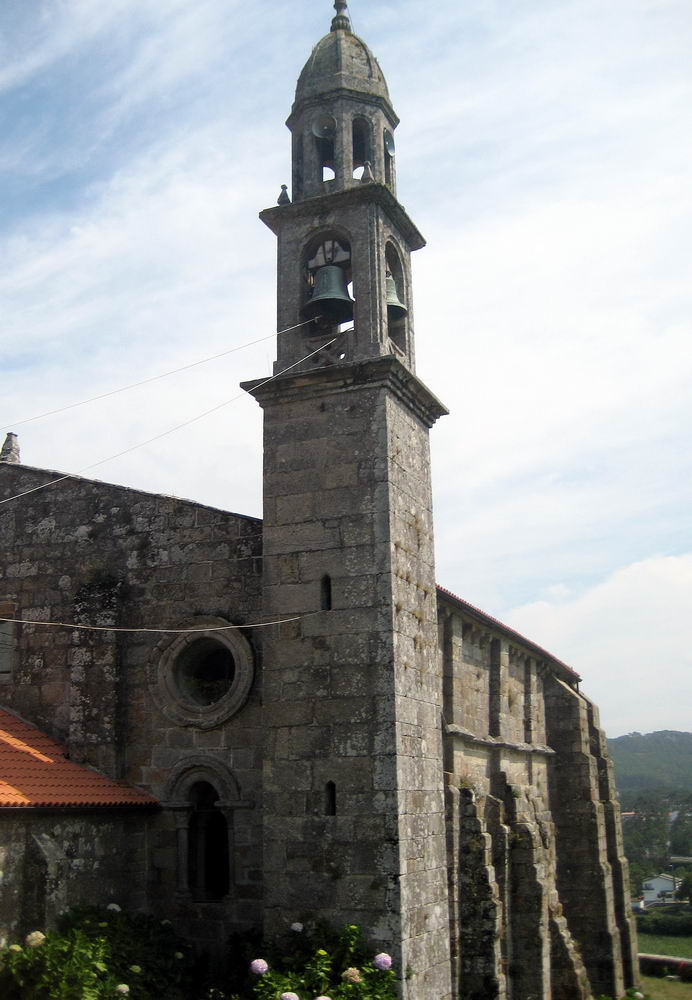
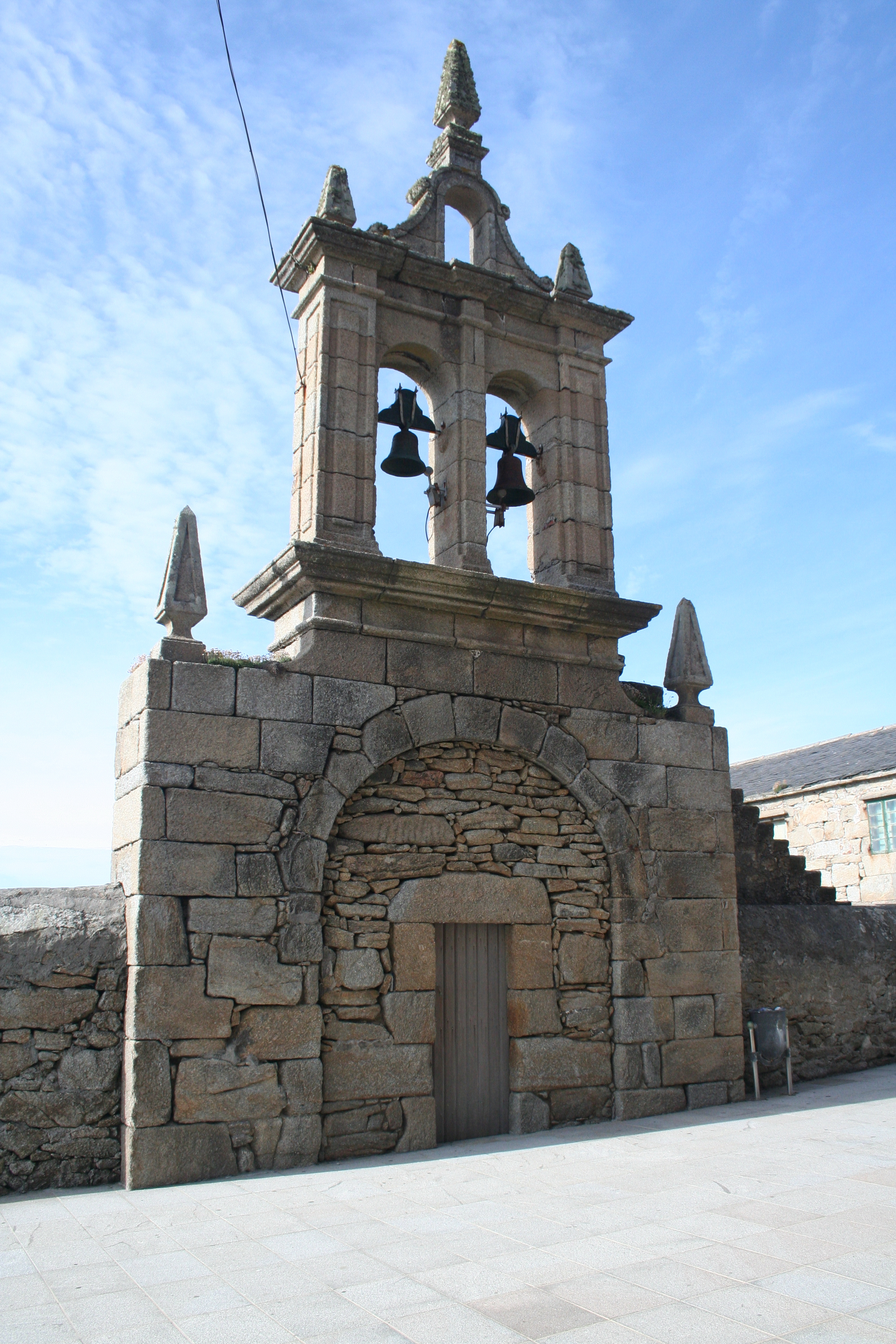

## خصوصیات
موشیا ۵٬۸۹۹ نفر جمعیت دارد.